# Rentamt Pfaffenhofen an der Ilm

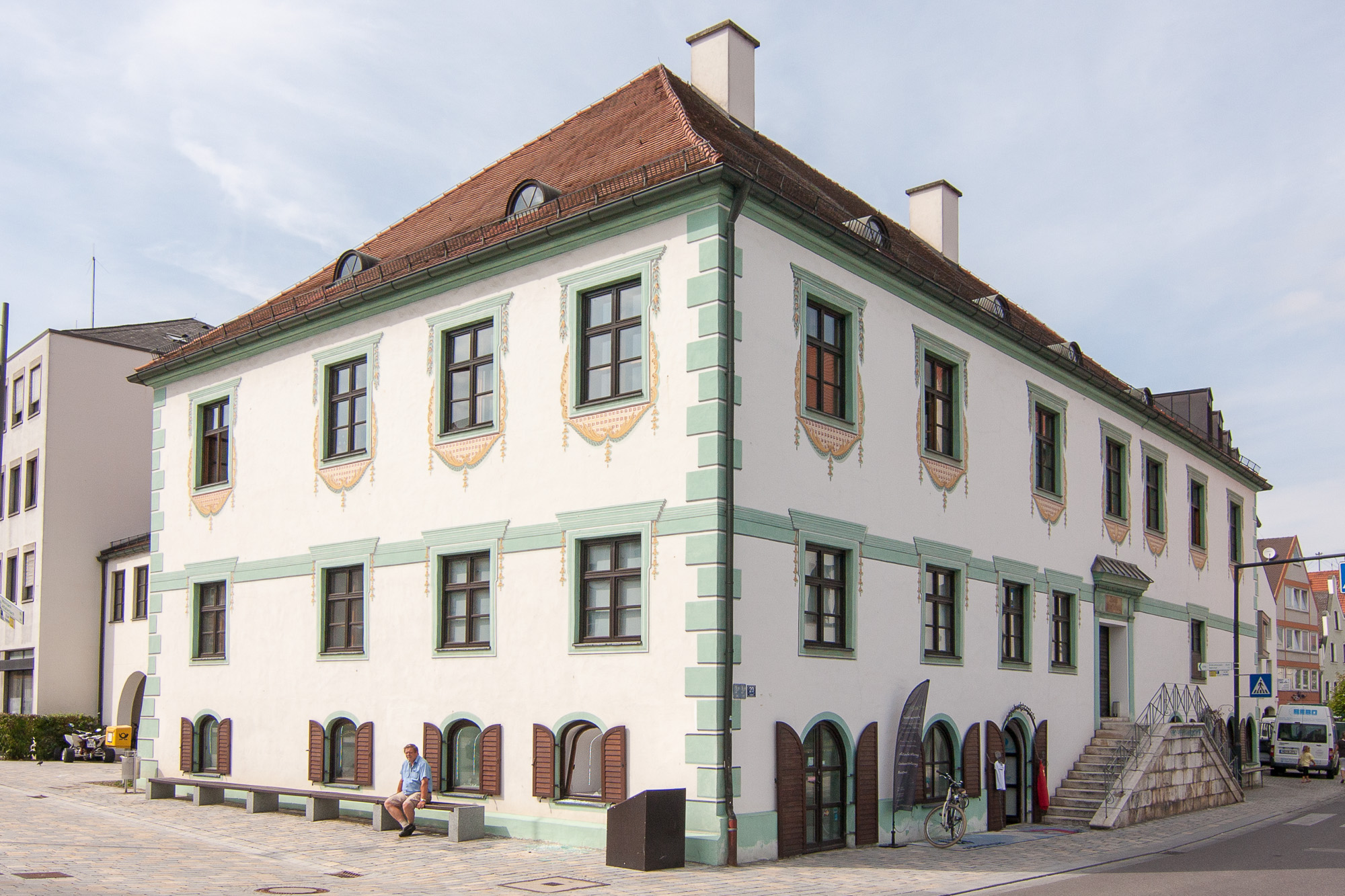
Ehemaliges Rentamt am Hauptplatz 20 in Pfaffenhofen an der Ilm

Das Rentamt Pfaffenhofen an der Ilm mit Sitz in Pfaffenhofen an der Ilm, der Kreisstadt des gleichnamigen Landkreises im Regierungsbezirk Oberbayern, war ein 1802 eingerichtetes Rentamt im Kurfürstentum Bayern und späteren Königreich Bayern.
Die 1802/03 durchgeführte grundlegende Neuorganisation der bayerischen Finanzverwaltung führte am 24. März 1802 zur Einrichtung der Rentämter als einheitliche Finanzverwaltungsbehörden der unteren Ebene. Sie waren Nachfolger vor allem der aufgelösten Kastenämter. Ihr Sprengel orientierte sich an den zeitgleich neu eingerichteten Landgerichten. 
Das Rentamt Pfaffenhofen an der Ilm wurde zum 1. Oktober 1919 mit der Vereinheitlichung der Finanzverwaltung in der Weimarer Republik in Finanzamt Pfaffenhofen an der Ilm umbenannt.